# بی‌بی‌خاتون (دیر)
بی‌بی خاتون روستایی از توابع بخش مرکزی شهرستان دیر استان بوشهر در جنوب ایران.

## جمعیت
این روستا در دهستان اولی قرار دارد و بر اساس سرشماری سال ۱۳۸۵ جمعیت آن (۶ خانوار) ۲۹ نفر است.